# Ruth Guttman
Ruth Guttman (geboren als Ruth Halpern 24. Mai 1923 in Wien) ist eine israelische Genetikerin und Psychologin österreichischer Herkunft.    

## Leben
Ruth Halpern war eine Tochter der Kaufleute Samuel Halpern und Jula Hasten, sie hatte einen 1931 geborenen Bruder. Ihre Eltern stammten aus Galizien und hatten in Wien ein gut gehendes Gemüsegeschäft aufgebaut. Halpern besuchte das Chajes Realgymnasium in der fünften Klasse, als ihre Familie nach dem Anschluss Österreichs 1938 zur Emigration gezwungen wurde. Dank der Hilfe von Verwandten mütterlicherseits erhielten sie die erforderlichen Affidavits für die Einreise in die USA. In New York City musste Halpern für den Familienunterhalt mitarbeiten und machte den High-School-Abschluss in Abendkursen. Danach besuchte sie das Brooklyn College und das Cornell College of Agriculture und erhielt 1945 einen B.Sc. und 1947 einen M.Sc. in Zytogenetik an der Cornell University. 1943 heiratete sie den Soziologen Louis Guttman (1916–1987), sie bekamen drei Kinder. Sie wanderten 1947 nach Palästina aus.
Ruth Guttman wurde 1952 an der Hebräischen Universität Jerusalem (HUJI) promoviert. Guttman hatte einen einjährigen Forschungsaufenthalt an der University of California, Berkeley und arbeitete ab 1956 in der Krebsforschung in Jerusalem. Ab 1962 spezialisierte sie sich in Verhaltensgenetik an der HUJI. Ab 1972 war sie Senior Lecturer, ab 1978 Associate Professor und erhielt 1986 eine ordentliche Professur. Sie blieb auch nach ihrer Emeritierung 1992 auf ihrem Arbeitsgebiet tätig. Daneben arbeitete sie an dem von Louis Guttman geleiteten sozialwissenschaftlichen Forschungsinstitut. 

## Schriften
- Cross population constancy in trait profiles and the study of the inheritance of the human behavior variables. 1967
- mit Louis Guttman: A theory of behavioral generality and specificity during mild stress. Jerusalem: Hebrew University of Jerusalem, Jerusalem School of Business administration, 1975
- Spouse similarities. Changes during marriage and consequences for marital satisfaction. Jerusalem: Israel Institute of Applied Social Research, 1986
- Bibliographie der Schriften ab 1994 bis 1998 bei Wurzinger, 2002, S. 272